# Phân lớp Hoa hồng

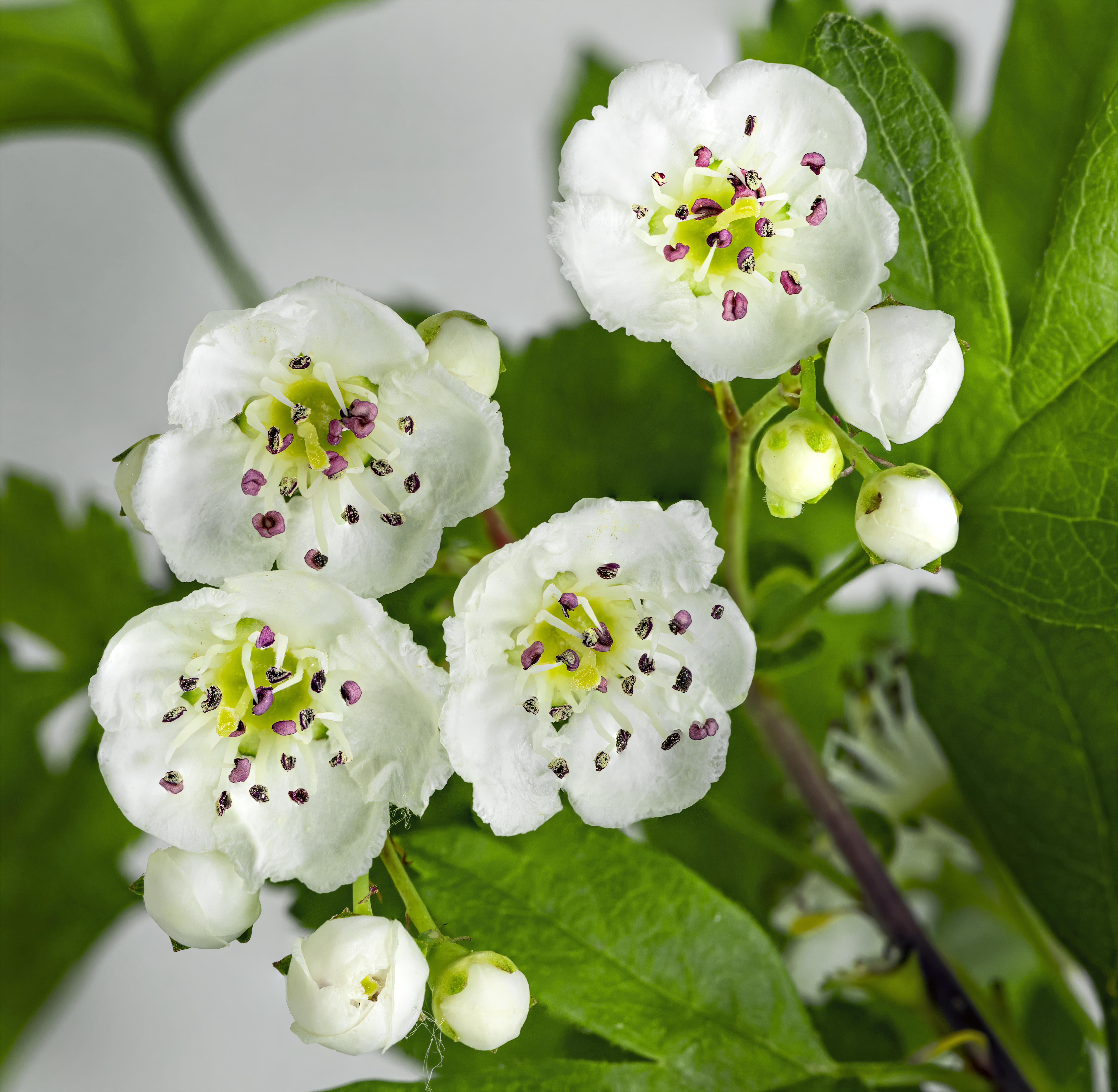
Sơn tra thông thường(Crataegus monogyna),một loài thuộc Phân lớp Hoa hồng

Trong Quy tắc Quốc tế về Danh pháp Thực vật (ICBN) Rosidae là tên gọi thực vật ở cấp độ phân lớp. Định nghĩa và giới hạn của phân lớp này tùy theo từng hệ thống phân loại; yêu cầu duy nhất là nó phải chứa họ Rosaceae (họ Hoa hồng).
Trong Phylocode Rosidae là một nhánh được định nghĩa như là nhánh chỏm cây bao hàm nhất, chứa Rosa cinnamomea nhưng không chứa Berberidopsis corallina, Dillenia indica,Gunnera manicata, Helianthus annuus, Saxifraga mertensiana, Stellaria media, Viscum album.
Sử dụng được biết đến nhiều theo nghĩa thứ nhất là trong hệ thống Cronquist; trong phiên bản ban đầu năm 1981 của hệ thống này, định nghĩa cho Rosidae là:
- Phân lớp Rosidae

| Bộ Rosales Bộ Fabales Bộ Proteales Bộ Myrtales Bộ Rhizophorales Bộ Cornales | Bộ Santalales Bộ Rafflesiales Bộ Celastrales Bộ Euphorbiales Bộ Rhamnales | Bộ Linales Bộ Polygalales Bộ Sapindales Bộ Geraniales Bộ Apiales |

Định nghĩa của Phylocode bao gồm:
- Crossosomatales
- Geraniales
- Myrtales
- Fabidae (Celastrales, Cucurbitales, Fabales, Fagales, Huaceae, Oxalidales, Malpighiales, Rosales và Zygophyllales)
- Malvidae (Brassicales, Dipentodontaceae, Gerrardinaceae, Malvales, Sapindales, và Tapisciaceae)
- "có thể" Picramniaceae
- và "có lẽ cả" Vitaceae.[2]

Ở đây có một sự trùng khớp đáng kể giữa hai định nghĩa (một số khác biệt biểu kiến là kết quả của việc sử dụng các bộ định nghĩa rộng hơn trong định nghĩa của PhyloCode), nhưng Apiales, Cornales, Proteales và Santales và các phần của Rafflesiales bị loại ra trong định nghĩa thứ hai, và nhiều nhóm từ Hamamelidae và Dillenidae của Cronquist lại được gộp vào.
Trong cả hai nghĩa thì thuật ngữ rosid được áp dụng, đối với các thành viên của nhóm. Trong các hệ thống APG và APG II, trong đó để tránh việc chính thức hóa các tên gọi thực vật chính thức giữa cấp lớp và bộ thì thuật ngữ rosids (Nhánh Hoa hồng) được sử dụng để định nghĩa một nhánh không chính thức tương ứng với nghĩa trong PhyloCode (Cantino và ctv).